# 石湖停车场
石湖停车场位于中国广东省广州市白云区太和镇105国道东南侧、石湖新大道南侧、汇雅花园东北侧地块（太和站东南侧），是广州地铁14号线主线一期两个车辆基地之一，也是广州地铁14号线目前的三个车辆基地之一，于2018年12月28日建成使用。

## 基本信息
石湖停车场为地下停车场，地下停车场内设停车列检线、周月检线、临修线、运转综合楼、洗车棚、及部分配电等辅助用房，地面设置综合楼一座。出入场线长度约为2.3千米。

## 历史
- 2015年12月31日，石湖停车场首块顶板开始浇筑[2]。
- 2017年5月15日，石湖停车场地下室最后一块顶板浇筑完成，主体结构顺利封顶[2]。
- 2018年9月22日，石湖停车场接触网冷滑实验成功[3]。
- 2018年9月26日，石湖停车场接触网热滑实验成功[3]。
- 2018年9月28日，石湖停车场实现“三权”移交[3]。